# Ubasute
Ubasute o obasute (姥捨て?  letteralmente "abbandonare una donna anziana") era l'usanza dell'antico Giappone di lasciar morire, di sua spontanea volontà, un membro anziano o infermo della famiglia o della comunità in qualche località remota. Essa veniva praticata in eccezionali casi di carestia e siccità per non pesare sui membri attivi e giovani del nucleo familiare. Secondo la Kodansha Illustrated Encyclopedia of Japan, l'ubasute «è tema di leggende, ma [...] non sembra mai essere stata una consuetudine comune».

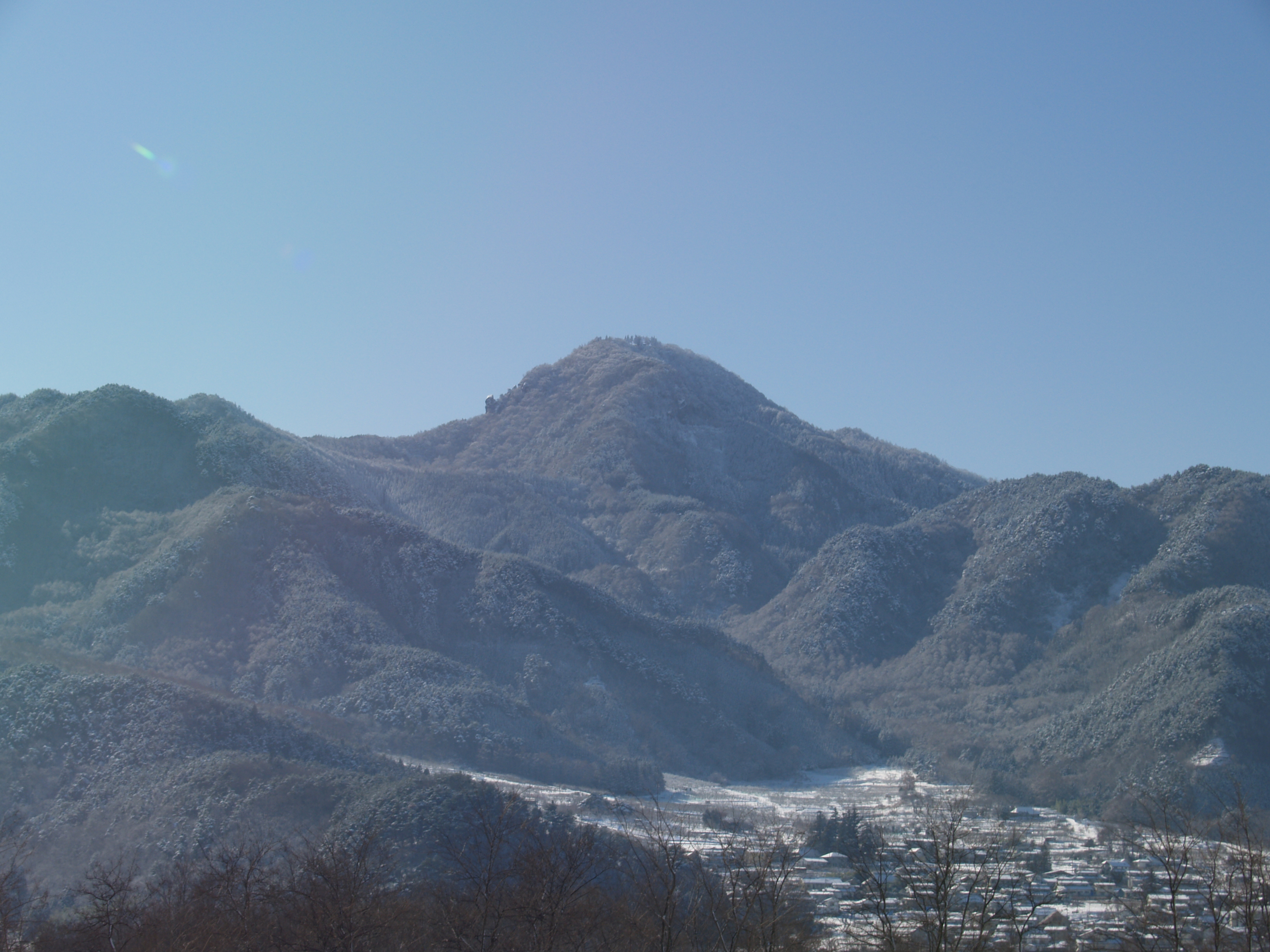
Kamuriki-yama

L'origine di tale pratica sarebbe cinese ed ha ispirato alcune rappresentazioni del teatro Nō, tra cui Obasute di Zeami, ed è citato nella raccolta Konjaku Monogatarishū.
Della pratica dell'ubasute si trova riferimento nel romanzo Narayama bushi-kō di Fukazawa Shichirō che ispirò alcuni film, come i giapponesi La leggenda di Narayama del 1958 e il suo remake del 1983 La ballata di Narayama e il sudcoreano Goryeojang, oltre all'anime Ubasute yama di Sanae Yamamoto.
Il Kamuriki-yama (冠着山?), montagna della prefettura di Nagano, è identificata anche come Ubasute-yama (姨捨山? letteralmente "montagna dove si abbandonano donne anziane"), ma la correttezza dell'attribuzione non è certa.